# سان-مارتان-دو-مون
سان-مارتان-دو-مون (بالفرنسية: Saint-Martin-du-Mont)‏ هي بلدية فرنسية تقع في إقليم الآن في فرنسا. رمز إنسي لها هو:1374. أما الرمز البريدي لها فهو: 1160.